# Armando Pugliese
Armando Pugliese (Napoli, 22 settembre 1947 – Roma, 18 giugno 2024) è stato un attore, regista teatrale e direttore artistico italiano.

## Biografia
Frequentò l'Accademia nazionale d'arte drammatica "Silvio D'Amico" a Roma, dove si diplomò nel 1969 con un testo scritto per l'occasione da Elvio Porta; ebbe tra i suoi insegnanti Orazio Costa Giovangigli e Luca Ronconi. Dal 1970 al 1980 lavorò come regista per la cooperativa Teatro Libero, nella quale ricoprì anche l'incarico di presidente. Realizzò numerosi spettacoli, fra i quali Iwona principessa di Borgogna di Gombrowich, Il barone rampante tratto dal romanzo di Italo Calvino, e Masaniello, scritto dallo stesso Pugliese con Elvio Porta.
Proprio grazie alla messa in scena de Il barone rampante Pugliese conobbe Calvino, che volle affidargli la riduzione teatrale del suo romanzo; iniziò quindi per Pugliese un percorso di drammaturgo, parallelo a quello che lo impegnò nella regia, attraverso il quale affrontò numerose elaborazioni di testi letterari in funzione della messa in scena teatrale.
Per il Festival dei Due Mondi di Spoleto del 1981 realizzò Risorgimento di Roberto Lerici; nel 1994 Misteri e delizie napoletani di Sinagra al Teatro Romano. Dal 1981 al 1984 lavorò a Mola di Bari in qualità di direttore artistico con la cooperativa Teatro Sud per fondare una officina teatrale permanente.
Tornò in seguito a vivere a Roma; firmò le regie di molti spettacoli, circa centosessanta, prodotti dai principali teatri stabili, come quelli di Genova, Catania e Roma, lavorando anche con numerose compagnie private.
Con la compagnia di Luca De Filippo diresse 'O Scarfalietto di Scarpetta nel 1986, Ogni anno punto e a capo nel 1988 e Questi fantasmi di Eduardo De Filippo nel 1992. Di Raffaele Viviani mise in scena, nel 1978, Circo equestre Sgueglia per il Teatro di Roma.
Curò fra l'altro la regia de I Viceré, con Turi Ferro e de Il segno verde di Pier Maria Rosso di San Secondo per il Teatro Stabile di Catania.
Nel 1997 assunse la direzione artistica della compagnia delle Indie Occidentali con la quale riallestì lo spettacolo Masaniello e realizzò per conto del Festival Taormina Arte, nell'ottobre 2009, uno spettacolo tratto dal romanzo di Curzio Malaparte La pelle, ospitato poi al Teatro Mercadante di Napoli e al Teatro Argentina di Roma.
Numerosi spettacoli e attori diretti da Pugliese ebbero riconoscimenti e premi come il premio Ubu, il Biglietto d'oro Agis e Gli Olimpici del Teatro, così come numerose furono le ospitalità dei suoi spettacoli a festival europei, quali quelli di Edimburgo, Zurigo, Nancy e Parigi.
Pugliese morì a Roma il 18 giugno 2024 all'età di 77 anni.

## Teatrografia parziale
- Barocco ineffabile con strumenti di Elvio Porta, saggio dell'Accademia nazionale d'arte drammatica (1969)
- Il barone rampante, dal romanzo di Italo Calvino, Biennale Teatro (1971)
- Iwona principessa di Borgogna di Witold Gombrowicz (1971)
- Quando si fa giorno di Edward Bond (1972)
- Il matrimonio di Figaro di Beaumarchais, Teatro Insieme (1973)
- L'opera del mendicante di John Gay (1973)
- Masaniello di Elvio Porta e Armando Pugliese (1974)
- Il mare di Edward Bond, Teatro Stabile di Genova (1976)
- I vermi ovvero malavita napoletana di Francesco Mastriani (1977)
- Circo equestre Sgueglia di Raffaele Viviani, Teatro di Roma (1978)
- Don Chisciotte, riduzione di Michail Bulgakov (1978)
- L'opera de' muorte 'e famme di Elvio Porta (1979)
- Il burbero benefico di Carlo Goldoni (1980)
- Risorgimento di Roberto Lerici, Spoleto (1981)
- Aladino di Francesco Cerlone, cooperativa Teatro Sud (1981)
- Fabioplast ovvero il bambino coraggioso e la morte insolente di Michele Serio, cooperativa Teatro Sud (1983)
- La guerra dei topi e delle rane di Nicola Saponaro, cooperativa Teatro Sud (1983)
- Il Miles di Plauto, adattamento di Giuseppe Pasculli, cooperativa Teatro Sud (1984)
- Il mercante di Venezia di William Shakespeare, con Tino Schirinzi e Paolo Graziosi (1985)
- 'O Scarfalietto di Eduardo Scarpetta, compagnia Luca De Filippo (1986)
- La Zaide di Napoli di Francesco Cerlone, con Paola Pitagora (1987)
- La festa di Montevergine di Raffaele Viviani (1987)
- Assolutamente di Giuseppe Manfridi, Benevento Città Spettacolo (1987)
- Fiat Voluntas Dei di Giuseppe Macrì, con Tuccio Musumeci, Teatro Stabile di Catania (1987)
- Il piacere dell'onestà di Luigi Pirandello (1988)
- Ogni anno punto e da capo di Eduardo De Filippo, compagnia Luca De Filippo (1988)
- Festa al celeste e nubile santuario di Enzo Moscato, Asti Teatro (1988)
- La palla al piede di Georges Feydeau, con Geppy Gleijeses (1988)
- Aida di Antonio Petito (1989)
- Guappo di cartone di Raffaele Viviani (1989)
- Don Chisciotto di Girgenti di Tony Cucchiara (1990)
- Medea di Portamedina di Armando Pugliese (1991)
- Angeli all'inferno di Francesco Silvestri (1991)
- Il borghese gentiluomo di Molière (1991)
- Questi fantasmi! di Eduardo De Filippo, Compagnia Luca De Filippo (1992)
- Limbo di Enzo Moscato, Benevento Città Spettacolo (1992)
- Annata ricca massaru cuntentu di Nino Martoglio, Teatro Stabile di Catania (1992)
- Dracula di Armando Pugliese e Massimo Franciosa, Benevento Città Spettacolo (1993)
- Doktor Frankenstein Junior di Giampiero Alloisio e Geppy Gleijeses (1993)
- Ubu re di Alfred Jarry, Teatro di Roma (1994)
- I Viceré di Federico De Roberto, riduzione e adattamento di Diego Fabbri, Teatro Stabile di Catania (1994)
- Delizie e misteri napoletani di Antonio Sinagra e Raffaele Esposito, Spoleto (1995)
- Libertà di Filippo Arriva, Festival Verghiano (1996)
- Gilda Mignonette di Armando Pugliese, con Lina Sastri (1996)
- I Don di Pippo Marchese, Teatro Stabile di Catania (1996)
- Estate e fumo di Tennessee Williams (1997)
- Il segno verde di Pier Maria Rosso di San Secondo, Teatro Stabile di Catania (1997)
- Tartufo di Molière, traduzione e adattamento di Enzo Moscato (1998)
- La pelle di Curzio Malaparte, adattamento di Armando Pugliese, compagnia delle Indie Occidentali (1999)
- Molto rumore per nulla di William Shakespeare, Estate Teatrale Veronese (1999)
- Le città del mondo di Elio Vittorini, Catania (1999)
- Il suicida di Nikolaj Ėrdman, adattamento di Michele Serra, compagnia Luca De Filippo (1999)
- La Gerusalemme liberata di Torquato Tasso, Estate Catanese (2000)
- Come tu mi vuoi di Luigi Pirandello, con Elena Sofia Ricci (2000)
- Salvatore Giuliano, musical di Dino Scuderi, Taormina Arte (2001)
- Eduardo al Kursal, cinque atti unici di Eduardo De Filippo, con Silvio Orlando (2001)
- Danza macabra di August Strindberg (2002)
- Pilato sempre di Giorgio Albertazzi, con Alessandro Haber, Taormina Arte (2002)
- La palla al piede di Georges Feydeau, compagnia Luca De Filippo (2002)
- La visita della vecchia signora di Friedrich Dürrenmatt (2004)
- Riccardo III di William Shakespeare, con Enrico Montesano, Estate Teatrale Veronese (2004)
- Questi fantasmi! di Eduardo De Filippo, con Silvio Orlando (2004)
- Jovinelli Varietà di Serena Dandini, Ivan Cotroneo e Nicola Fano (2004)
- La signorina Giulia di August Strindberg, con Vanessa Gravina (2006)
- Chantecler di Edmond Rostand, Teatro Stabile di Catania (2007)
- La cucina di Arnold Wesker, saggio dell'Accademia nazionale d'arte drammatica (2007)
- Elettra - La caduta delle maschere di Marguerite Yourcenar (2007)
- Miseria e nobiltà di Eduardo Scarpetta (2007)
- Amleto di William Shakespeare, con Alessandro Preziosi, Estate Teatrale Veronese (2008)
- Die Panne ovvero La notte più bella della mia vita di Friedrich Dürrenmatt, con Gianmarco Tognazzi (2008)
- L'oro di Napoli di Giuseppe Marotta, adattamento di Armando Pugliese e Gianfelice Imparato, con Luisa Ranieri (2009)
- La dodicesima notte di William Shakespeare, Estate Teatrale Veronese (2009)
- Uomo e galantuomo di Eduardo De Filippo, con Francesco Paolantoni (2009)
- La bisbetica domata di William Shakespeare, con Vanessa Gravina, La Versiliana di Pietrasanta (2010)
- Napoli, chi resta e chi parte di Raffaele Viviani (2011)
- Il giudizio universale di Cesare Zavattini, Teatro Augusteo di Napoli (2011)
- La lampadina galleggiante di Woody Allen, con Mariangela D'Abbraccio (2012)
- Una vita da strega di Andrea Taddei e Armando Pugliese, con Bianca Guaccero (2013)
- Un nemico del popolo di Henrik Ibsen, con Gianmarco Tognazzi (2014)
- Sogno di una notte di mezza sbornia di Eduardo De Filippo, con Luca De Filippo (2014)
- Non ti pago di Eduardo De Filippo, Teatro Stabile di Catania (2014)
- Il medico dei pazzi di Eduardo Scarpetta, Teatro Stabile di Catania (2014)
- Malacqua di Nicola Pugliese, Napoli Teatro Festival (2015)
- I blues di Tennessee Williams, con Elena Sofia Ricci (2015)
- Lacci, di Domenico Starnone, con Silvio Orlando (2016)
- Chantecler di Edmond Rostand, Officina Pasolini (2017)
- Il borghese gentiluomo di Molière, con Emilio Solfrizzi (2017)
- Vetri rotti di Arthur Miller, con Elena Sofia Ricci, Gianmarco Tognazzi e Maurizio Donadoni (2018)
- Chi vive giace di Roberto Alajmo, Teatro Biondo di Palermo (2019)
- Uomo e galantuomo di Eduardo De Filippo, con Geppy Gleijeses (2022)
- Funerale d'inverno di Hanoch Levin, Teatro della Città (2023)
- La compagnia del sonno di Roberto Alajmo, Teatro di Napoli (2023)

## Filmografia

### Cinema
- Manolesta, regia di Pasquale Festa Campanile (1981)
- Stangata napoletana, regia di Vittorio Caprioli (1983)
- Maruzzella episodio di I vesuviani, regia di Antonietta De Lillo (1997)
- Ferdinando e Carolina, regia di Lina Wertmüller (1999)
- Volesse il cielo!, regia di Vincenzo Salemme (2002)
- Due amici, regia di Spiro Scimone e Francesco Sframeli (2002)
- Fortezza Bastiani, regia di Michele Mellara (2002)
- Basta un niente, regia di Ivan Polidoro (2006)

### Televisione
- Francesca e Nunziata, regia di Lina Wertmüller – film TV (2001)
- Rosy Abate - Seconda stagione – serie TV, episodio 2x03 (2019)

## Premi e riconoscimenti
- Premio Flaiano Sezione teatro[7]
  - 2001 - Premio alla regia per Masaniello di Elvio Porta e Armando Pugliese